# ADM Sport
ADM Sport est un commerce spécialisé dans les vêtements, pièces, accessoires et entretien de Moto, Motoneige, Quad et Motocross.

## Bref historique
ADM Sport a été fondé sous ce nom en 1981 par Michel Genois et Michel Matton. Elle déménage en 1997 et repense ses locaux. Une deuxième succursale ouvre le 5 juin 2004, ce qui lui vaut d'être classée par Dealer Top 100 au 12e rang dans l’Amérique du Nord pour l’originalité de son aménagement.
En 2011, l'entreprise compte une centaine d'employés.
Après Québec et Saint-Hyacinthe, une 3e succursale a ouvert ces portes à Chicoutimi en 2024.

## Reconnaissance
ADM Sport a obtenu plusieurs prix, dont le BLizz'Or Québécois décerné par la Fédération des clubs de motoneigistes du Québec, à l’automne 2001 et le Conseil Canadien des Organismes de Motoneiges au printemps 2002. L'entreprise remporte le Lauréat Bronze au programme de reconnaissance de la Banque nationale du Canada en 2008 pour la région de Québec dans la catégorie PME.

### Associations
- (fr + en) « Conseil canadien des organismes de motoneige (CCOM) » (consulté le 14 juin 2011)
- (fr) « Association des motoneigistes du Québec » (consulté le 14 juin 2011)
- (fr) « Fédération des clubs de motoneigistes du Québec (FCMQ) » (consulté le 14 juin 2011)
- (en) « American Council of Snowmobile Associations (ACSA) » (consulté le 14 juin 2011)
- (en) « International Snowmobile Manufacturers Association » (consulté le 14 juin 2011)